# Lijst van voetbalinterlands Australië - Saoedi-Arabië
Deze lijst van voetbalinterlands is een overzicht van alle officiële voetbalwedstrijden tussen de nationale teams van Australië en Saoedi-Arabië. De landen speelden tot op heden twaalf keer tegen elkaar, te beginnen met een vriendschappelijk duel, gespeeld op 9 juli 1988 in Sydney. De laatste ontmoeting, een kwalificatiewedstrijd voor het Wereldkampioenschap voetbal 2026, vond plaats in Jeddah op 10 juni 2025.

## Wedstrijden
| №  | Plaats    | Datum            | Competitie                   | Wedstrijd                 | Uitslag |
| -- | --------- | ---------------- | ---------------------------- | ------------------------- | ------- |
| 1  | Sydney    | 9 juli 1988      | Vriendschappelijk            | Australië – Saoedi-Arabië | 3 – 0   |
| 2  | Riyad     | 9 oktober 1996   | Vriendschappelijk            | Saoedi-Arabië – Australië | 0 – 0   |
| 3  | Riyad     | 16 december 1997 | FIFA Confederations Cup 1997 | Saoedi-Arabië – Australië | 1 – 0   |
| 4  | Dammam    | 6 september 2011 | WK 2014 kwalificatie         | Saoedi-Arabië – Australië | 1 – 3   |
| 5  | Melbourne | 29 februari 2012 | WK 2014 kwalificatie         | Australië – Saoedi-Arabië | 4 – 2   |
| 6  | Londen    | 8 september 2014 | Vriendschappelijk            | Saoedi-Arabië − Australië | 2 − 3   |
| 7  | Jeddah    | 6 oktober 2016   | WK 2018 kwalificatie         | Saoedi-Arabië − Australië | 2 − 2   |
| 8  | Adelaide  | 8 juni 2017      | WK 2018 kwalificatie         | Australië − Saoedi-Arabië | 3 − 2   |
| 9  | Sydney    | 11 november 2021 | WK 2022 kwalificatie         | Australië − Saoedi-Arabië | 0 − 0   |
| 10 | Jeddah    | 29 maart 2022    | WK 2022 kwalificatie         | Saoedi-Arabië − Australië | 1 − 0   |
| 11 | Melbourne | 14 november 2024 | WK 2026 kwalificatie         | Australië − Saoedi-Arabië | 0 – 0   |
| 12 | Jeddah    | 10 juni 2025     | WK 2026 kwalificatie         | Saoedi-Arabië − Australië | 1 – 2   |

## Samenvatting
| Competitie              | Totaal gespeeld | Winst Australië | Gelijk | Winst Saoedi-Arabië | Doelsaldo Australië – Saoedi-Arabië |
| ----------------------- | --------------- | --------------- | ------ | ------------------- | ----------------------------------- |
| WK-kwalificatie         | 8               | 4               | 3      | 1                   | 14 − 9                              |
| FIFA Confederations Cup | 1               | 0               | 0      | 1                   | 0 − 1                               |
| Vriendschappelijk       | 3               | 2               | 1      | 0                   | 6 − 2                               |
| Totaal                  | 12              | 6               | 4      | 2                   | 20 − 12                             |

Wedstrijden bepaald door strafschoppen worden, in lijn met de FIFA, als een gelijkspel gerekend.

## Details

### Eerste ontmoeting
| Vriendschappelijk (Sydney, Australië, 9 juli 1988): |              | |
| Australië | 3 – 0        | Saoedi-Arabië |
| Scott Ollerenshaw 6' Frank Farina 40' Frank Farina 82' | goals        | |
| Frank Arok | bondscoach   | Carlos Alberto Parreira |
| Jeff Olver Alan Davidson Charlie Yankos Scott Ollerenshaw Oscar Crino Paul Wade Graham Jennings Walter Savor Robbie Dunn Frank Farina 82' Graham Arnold 71' | opstellingen | Saad Break Saleh Al-Mutlaq 65' Fahad Mosaibeih Mohamed Abduljawad Abdullah Zaki Ahmed Jameel Fahd Al-Hureifi 46' Jumean Moheissin Majed Abdullah Abdullah Al-Diayye Mohammed Suweid |
| Robbie Slater 71' Vlado Bozinoski 82' | wissels      | 46' Youseuf Al-Jazea 65' Omar Baksh Owein |

### Tweede ontmoeting
| Vriendschappelijk (Riyad, Saoedi-Arabië, 9 oktober 1996): |              | |
| Saoedi-Arabië | 0 – 0        | Australië |
| | goals        | |
| Eduardo Vingada | bondscoach   | Eddie Thomson |
| Mohammed Al-Deayea Khalid Al-Muwalio Obeid Al-Dhossary Mohamed Al-Khilaiwi Fuad Amin Ibrahim Al-Harbi Mohamed Al-Jarni Youssuf Al-Thanayan Hussein Solaimani Ahmed Al-Madani Sami Al-Jaber | opstellingen | 77' Zeljko Kalac Kevin Muscat George Kulscar 68' Alistair Edwards Tony Popovic Harry Kewell Craig Moore Paul Okon Steve Corica Carl Veart 75' Paul Agostino |
| Fuad Al-Mahalal 79' Khakid Al-Timawy 79' | wissels      | 68' Lucas Neill 75' Lorinz Kindtner 77' Mark Schwarzer |

### Derde ontmoeting
| FIFA Confederations Cup 1997 (Riyad, Saoedi-Arabië, 16 december 1997): |              | |
| Saoedi-Arabië | 1 – 0        | Australië |
| Mohammed Al-Khilaiwi 40' | goals        | |
| Otto Pfister | bondscoach   | Terry Venables |
| Mohammed Al-Deayea Ahmed Al-Dossari Mohammed Al-Khilaiwi Abdullah Zubromawi Hussain Sulimani Ibrahim Al-Harbi Said Al-Owairan 90+1' Khalid Al-Mowallid 76' Khamis Al-Dossary Sami Al-Jaber Fahad Mehalel 67' | opstellingen | Mark Bosnich Steve Horvat Stan Lazaridis Milan Ivanovic Alex Tobin Ned Zelic Robbie Slater Craig Foster 74' Josip Skoko 66' Damian Mori 66' John Aloisi |
| Obeid Al-Dossary 67' Khalid Al-Temawi 76' Khamis Al-Zahrani 90+1' | wissels      | 66' Mark Viduka 66' Harry Kewell 74' Aurelio Vidmar |
| Mohammed Al-Khilaiwi 51' | gele kaarten | 42' Steve Horvat 86' Milan Ivanovic |

### Zesde ontmoeting
| Vriendschappelijk (Londen, Engeland, 8 september 2014): |       |                                                 |
| Saoedi-Arabië                                           | 2 – 3 | Australië                                       |
| Hassan Mouath 71' Taisir Al-Jassim 84'                  | goals | 3' Tim Cahill 6' Mile Jedinak 77' Bailey Wright |

FFA · A-internationals · Selecties · Bondscoaches · Australisch vrouwenelftal · Australië U21 · Australië U20 · Australië U19 · Australië U18 · Australië U17
1920 – 1929 · 
1930 – 1939 · 
1940 – 1949 · 
1950 – 1959 · 
1960 – 1969 · 
1970 – 1979 · 
1980 – 1989 · 
1990 – 1999 · 
2000 – 2009 · 
2010 – 2019 ·
2020 − 2029
WK 1974 ·
WK 2006 ·
WK 2010 · 
WK 2014 · 
WK 2018
OS 1956 · 
OS 1988 · 
OS 1992 · 
OS 1996 · 
OS 2000 · 
OS 2004 · 
OS 2008 · 
OS 2020
1922 ·
1923 · 
1924 · 
1925–1932 ·
1933 ·
1934–1935 ·
1936 ·
1937 ·
1938 ·
1939–1946 ·
1947 · 
1948 · 
1949 ·
1950 · 
1951–1953 ·
1954 · 
1955 · 
1956 · 
1957 ·
1958 · 
1959–1964 · 
1965 · 
1966 ·
1967 ·
1968 ·
1969 · 
1970 · 
1971 ·
1972 · 
1973 · 
1974 · 
1975 · 
1976 · 
1977 · 
1978 · 
1979 · 
1980 · 
1981 · 
1982 · 
1983 · 
1984 · 
1985 · 
1986 · 
1987 · 
1988 · 
1989 · 
1990 · 
1991 · 
1992 · 
1993 · 
1994 · 
1995 · 
1996 · 
1997 · 
1998 · 
1999 · 
2000 · 
2001 · 
2002 · 
2003 · 
2004 · 
2005 · 
2006 · 
2007 · 
2008 · 
2009 · 
2010 · 
2011 · 
2012 · 
2013 ·
2014 · 
2015 · 
2016 ·
2017 ·
2018 ·
2019 ·
2020 ·
2021
Amerikaans-Samoa ·
Argentinië ·
Bahrein ·
Bangladesh ·
België ·
Brazilië ·
Bulgarije ·
Cambodja ·
Canada ·
Chili ·
China ·
Colombia ·
Cookeilanden ·
Costa Rica ·
DDR ·
Denemarken ·
Duitsland ·
Ecuador ·
Egypte ·
Engeland ·
Fiji ·
Filipijnen ·
Frankrijk ·
Ghana ·
Griekenland ·
Guam ·
Honduras ·
Hongarije ·
Hongkong ·
Ierland ·
India ·
Indonesië ·
Irak ·
Iran ·
Israël ·
Italië ·
Jamaica ·
Japan ·
Jordanië ·
Kameroen ·
Kenia ·
Kirgizië ·
Koeweit ·
Kroatië ·
Libanon ·
Liechtenstein ·
Maleisië ·
Marokko ·
Mexico ·
Nederland ·
Nepal ·
Nieuw-Caledonië ·
Nieuw-Zeeland ·
Nigeria ·
Noord-Ierland ·
Noord-Korea ·
Noord-Macedonië ·
Noorwegen ·
Oezbekistan ·
Oman ·
Palestina ·
Papoea-Nieuw-Guinea ·
Paraguay ·
Peru ·
Polen ·
Qatar ·
Roemenië ·
Salomonseilanden ·
Samoa ·
Saoedi-Arabië ·
Schotland ·
Servië ·
Singapore ·
Slovenië ·
Slowakije ·
Spanje ·
Syrië ·
Tadzjikistan ·
Tahiti ·
Taiwan ·
Thailand ·
Tonga ·
Tsjechië ·
Tsjecho-Slowakije ·
Tunesië ·
Turkije ·
Uruguay ·
Vanuatu ·
Venezuela ·
Verenigde Arabische Emiraten ·
Verenigde Staten ·
Vietnam ·
Wales ·
Zimbabwe ·
Zuid-Afrika ·
Zuid-Korea ·
Zuid-Vietnam ·
Zweden ·
Zwitserland
Amerikaans-Samoa (2001) · 
Argentinië (2022) ·
Brazilië (1997) · 
Brazilië (2006) · 
Chili (2014) · 
Denemarken (2018) · 
Denemarken (2022) · 
Duitsland (2010) · 
Frankrijk (2018) · 
Italië (2006) · 
Japan (2006) · 
Kroatië (2006) · 
Nederland (2014) · 
Peru (2018) · 
Spanje (2014) · 
Zuid-Korea (2015, 2)
SAFF · A-internationals · Selecties · Bondscoaches · Statistieken · Saoedi-Arabisch vrouwenelftal · Saoedi-Arabië U21 · Saoedi-Arabië U20 · Saoedi-Arabië U19 · Saoedi-Arabië U18 · Saoedi-Arabië U17
1950 – 1959 · 
1960 – 1969 · 
1970 – 1979 · 
1980 – 1989 · 
1990 – 1999 · 
2000 – 2009 · 
2010 – 2019 ·
2020 − 2029
WK 1994 · 
WK 1998 · 
WK 2002 · 
WK 2006 · 
WK 2018
OS 1984 · 
OS 1996 · 
OS 2020
1957 · 
1958 · 1959 · 1960 · 
1961 · 
1962 · 
1963 · 
1964 · 1965 · 1966 · 
1967 · 
1968 · 
1969 · 
1970 · 
1971 · 
1972 · 
1973 · 
1974 · 
1975 · 
1976 · 
1977 · 
1978 · 
1979 · 
1980 · 
1981 · 
1982 · 
1983 · 
1984 · 
1985 · 
1986 · 
1987 · 
1988 · 
1989 · 
1990 · 
1991 · 
1992 · 
1993 · 
1994 · 
1995 · 
1996 · 
1997 · 
1998 · 
1999 · 
2000 · 
2001 · 
2002 · 
2003 · 
2004 · 
2005 · 
2006 · 
2007 · 
2008 · 
2009 · 
2010 · 
2011 · 
2012 · 
2013 ·
2014 ·
2015 ·
2016 ·
2017 ·
2018 ·
2019 ·
2020 ·
2021 ·
2022 ·
2023
Afghanistan · 
Albanië ·
Algerije · 
Angola · 
Argentinië · 
Australië · 
Azerbeidzjan · 
Bahrein · 
Bangladesh · 
België · 
Bhutan · 
Bolivia · 
Brazilië · 
Bulgarije · 
Cambodja ·
Canada · 
Chili · 
China · 
Colombia ·
Congo-Brazzaville · 
Congo-Kinshasa · 
Costa Rica · 
Cyprus · 
Denemarken · 
Duitsland · 
Ecuador ·
Egypte · 
Engeland · 
Equatoriaal-Guinea ·
Estland · 
Finland · 
Frankrijk · 
Gabon · 
Gambia ·
Georgië · 
Ghana · 
Griekenland ·
Honduras · 
Hongarije · 
Hongkong · 
Ierland · 
IJsland · 
India · 
Indonesië · 
Irak · 
Iran · 
Italië ·
Jamaica · 
Japan · 
Jemen · 
Jordanië · 
Kameroen · 
Kazachstan · 
Kirgizië · 
Koeweit · 
Kroatië ·
Laos ·
Letland ·
Libanon · 
Libië · 
Liechtenstein · 
Litouwen ·
Luxemburg · 
Macau ·  
Maleisië · 
Mali · 
Marokko · 
Mauritanië · 
Mexico · 
Moldavië ·
Mongolië · 
Namibië · 
Nederland · 
Nepal · 
Nieuw-Zeeland · 
Nigeria · 
Noord-Korea ·
Noord-Macedonië ·
Noorwegen ·
Oeganda · 
Oekraïne · 
Oezbekistan · 
Oman · 
Oost-Timor ·
Pakistan ·
Palestina · 
Panama ·
Paraguay · 
Peru ·
Polen · 
Portugal · 
Qatar · 
Rusland · 
Schotland · 
Senegal · 
Singapore · 
Slovenië · 
Slowakije · 
Soedan · 
Spanje · 
Sri Lanka · 
Syrië · 
Tadzjikistan · 
Taiwan · 
Tanzania · 
Thailand · 
Togo · 
Trinidad en Tobago · 
Tsjechië · 
Tunesië · 
Turkije · 
Turkmenistan · 
Uruguay · 
Venezuela · 
Verenigde Arabische Emiraten · 
Verenigde Staten · 
Vietnam · 
Wales · 
Wit-Rusland · 
Zambia ·
Zimbabwe ·
Zuid-Afrika · 
Zuid-Jemen · 
Zuid-Korea · 
Zweden
Argentinië (1992) · 
Argentinië (2022) · 
Egypte (2018) · 
Oekraïne (2006) · 
Rusland (2018) ·
Spanje (2006) ·
Tunesië (2006) ·
Uruguay (2018)